# Corota
Corota (llamada oficialmente A Corota) es una aldea española situada en la parroquia de Seijosmil, del municipio de Meira, en la provincia de Lugo, Galicia.

## Localización
Está situada en las proximidades del nacimiento del río Miño, cercana a la población de Meira, en un entorno completamente agrícola y vacuno. La aldea posee los típicos paisajes de Galicia con verdes prados donde pastan las vacas y sus casas antiguas, cada una con su respectivo hórreo.

## Demografía
| Gráfica de evolución demográfica de Corota entre 2000 y 2020 |
|                                                              |
| Datos según el nomenclátor publicado por el INE.             |